# Nólsoy
Nólsoy este o insulă din cadrul arhipelagului feroez. Singura așezare de pe insulă este satul omonim.